# Federația Română de Atletism
La Federația Română de Atletism (FRA) è una federazione sportiva che ha il compito di promuovere la pratica dell'atletica leggera e coordinarne le attività dilettantistiche ed agonistiche in Romania.